# Cratere Anhur
Anhur è un cratere sulla superficie di Ganimede.